# میک‌هیومن
مِیک‌هیومَن (انگلیسی: MakeHuman) یک نرم‌افزار آزاد و متن‌باز گرافیک کامپیوتری سه‌بعدی میان‌افزار است که برای نمونه سازی فوتورئالیسم انسان‌نما طراحی شده‌است. این نرم‌افزار توسط جامعه‌ای از برنامه‌نویسان، هنرمندان و دانشگاهیان علاقه‌مند به مدل‌سازی شخصیت‌های سه‌بعدی توسعه یافته‌است.